# Harnóczy Kálmán
Harnóczy Kálmán (Kiskunhalas, 1898. december 14. – Kiskunhalas, 1968. március 1.) gazdálkodó, a Demokrata Néppárt országgyűlési képviselője.

## Élete

### Ifjúkora és közszereplővé válása
Harnóczy Kálmán és Krammer Zsuzsanna egyetlen gyermeke. Római katolikus vallásban nevelkedett.
Az elemi iskola elvégzése után a helyi Szilády Áron Református Gimnáziumban kezdte meg tanulmányait, de a világháború miatt csak 1919-ben tette le érettségijét. 1916-ban ugyanis behívták katonának. Az orosz fronton harcolt, ahol hadifogságba esett. 1918-ban került vissza Magyarországra, de még a háború végéig szolgálatban volt. 1920-ban pedig bevonult a Nemzeti Hadseregbe, ahonnan két év múlva szerelt le. A katonai szolgálatának befejezése után a családi gazdaságban kezdett el dolgozni, és bekapcsolódott a helyi közéletbe. Aktív egyházközségi életet élt, és tagja lett a KALOT helyi szervezetének. Részt vett az aranykalászos gazdák mozgalmában is.
1945-ben birtokának nagy részét felosztották az 1945-ös földreform következtében. Utána a megmaradt földterületet művelte.

### Politikai pályája
1944 novemberében belépett a Független Kisgazdapártba. 1946 elején a helyi szervezet alelnöke lett. De 1947-ben számos más volt kisgazdával együtt a párt balra tolódása miatt elhagyta az FKGP-t, és csatlakozott a Demokrata Néppárthoz. Az 1947. augusztus 31-i országgyűlési választásokon pártja Pest-Pilis-Solt-Kiskun és Bács-Bodrog vármegyei listáján pótképviselő lett. Keresztes Sándor mandátumának megfosztása után 1948 augusztusában hívták be az Országgyűlésbe. A DNP frakciójának megszűnése után pártonkívüli képviselőként folytatta parlamenti munkáját.

### Diktatúra idején
Képviselői mandátumának megszűnése után felhagyott a politizálással, és visszatért a gazdálkodáshoz. 1950-ben városi házát lefoglalták a honvédség részére, saját földjét pedig tagosították. Rokonoknál telepedtek meg feleségével és nevelt lányukkal. Csak alkalmi munkákból tudta eltartani családját. A rendőrség állandó megfigyelés alatt tartotta. 1968-ban hunyt el.